# Misthound Cirque
Der Misthound Cirque (englisch für Nebelhundkessel) ist ein Bergkessel in den Darwin Mountains des Transantarktischen Gebirges. Er bildet eine große Einbuchtung an der Ostseite des Haskell Ridge.
Teilnehmer einer von 1962 bis 1963 durchgeführten Kampagne im Rahmen der neuseeländischen Victoria University’s Antarctic Expeditions nahmen die Benennung vor. Namensgebend sind die unheimliche Trostlosigkeit, die sich dem Besucher bei nebeliger Witterung vermittelt, und die besonders geformten Felsblöcke auf dem Talgrund, die an große Hunde erinnern.